# Puteal Scribonianum
El Puteal Scribonianum o Puteal Libonis (Puteal de Libón) fue una estructura en el Foro Romano en la Antigua Roma. Un puteal era el brocal de un pozo, redondeado o a veces cuadrado, colocado sobre el pozo para impedir que la gente cayera dentro. 

## Historia
El puteal Escriboniano fue dedicado o restaurado por un miembro de la familia Libón (gens Scribonia), quizás el pretor del año 204 a. C., o el tribuno de la plebe en 149 a. C., a quien el Senado encargó buscar y aislar los restos donde había alcanzado el rayo.
El puteal fue renovado poco antes del año 62 a. C. por Lucio Escribonio Libón, cónsul en el año 34 a. C. La renovación es célebre por una serie de monedas de dos tipos, una acuñada por Lucio Escribonio Libón y la otra por Lucio Emilio Paulo, cónsul el año 50 a. C.
El tribunal del pretor (Tribunal Aurelium) se reunía cerca, habiendo sido trasladado desde el comitium en el siglo II a. C. probablemente por Libón. El desplazamiento del tribunal se produjo antes de finales del siglo I a. C. a finales de los años treinta o principios de los años 20 a. C..

## Función
El puteal Scribonianum fue construido en un lugar que era considerado un locum religiosum identificado al parecer porque fue un lugar alcanzado por un rayo·. El monumento ayudaba a aislar el lugar para evitar que los profanos lo pisaran y para ocultar las miradas de los transeúntes. El pozo no estaba cubierto para que el fondo pudiera ser visible desde el cielo.
Es cerca del bidental que se reunían los litigantes, los prestamistas y negociantes y el nombre del monumento se asociaba rápidamente con sus actividades.

## Ubicación
De acuerdo con fuentes antiguas, el puteal Escriboniano era un bidental—lugar alcanzado por un rayo. Tomó su nombre de su parecido con el encintado de piedra o cierre bajo alrededor de un pozo (puteus) que estaba entre el templo de Cástor y Pólux y el templo de Vesta, cerca del pórtico Julio y el arco de Fabio. Probablemente estuvo situado en el lado sudeste de la explanada del Foro Romano, cerca de la Basílica Emilia y del arco de Fabio, bajo el pórtico Julio, a lo largo de la Via Sacra. En tiempos de Horacio, el Tribunal Aurelium se encontraba en las proximidades y el bidental se usaba para pronunciar los juramentos solemnes antes de un proceso.
Sin embargo, no se han descubierto restos de este puteal. Se creyó en el pasado que un círculo irregular de bloques de travertino encontrado cerca del templo de Cástor formaba parte del puteal, pero esta idea fue abandonada a principios del siglo XX.

## Descripción
Una moneda acuñada en el año 62 a. C. por Lucio Escribonio Libón (cónsul en el año 34 a. C.) representa este puteal, que él había renovado. Recuerda a un cippus (monumento sepulcral) o un altar con coronas de laurel, dos liras y un par de pinzas o tenazas bajo las coronas. Las tenacillas podían ser las de Vulcano, emblemáticas de este dios como forjador del rayo d Júpiter.
El puteal debió tener una forma circular (quizá cuadrada), una especie de repisa tallada le da el aspecto de un pozo (puteus).